# TS (DM Command)
TS (TAB_SET)とは、アポロコンピュータ社のコンピュータに搭載されていたウィンドウシステム（ディスプレイマネージャ）で利用できた、制御コマンド『DMコマンド』の一つ。

## 概要
TS コマンドは、すべてのウインドウのタブ・ストップを設定する

## 書式
TS　< n1 > < n2 >...< -R >

## 利用法
TS コマンドは全てのウインドウのデフォルトのタブ・ストップを設定する。
タブ・ストップはシステム・ルーチン PAD_$SET_TABS のコールを使ったプログラムから設定することもできる。
プログラム・コントロールにより設定されたタブ・ストップはそのプログラムに属するウインドウ内における TS により設定されたタブ・ストップを書き直す。
デフォルトではタブは５スペース毎に設定されている。

引数が指定されない場合ストップはその行の文字毎に設定される。
・n1 n2 ...（省略可）
タブストップを設定する．‘n’の値は文字の絶対的な位置を表す整数である。
小さい順に並んでいなければならない．コラムは 1 から数え始める。
　　省略時は上記参照．
オプション：
　-R　　最後のインターバルを繰り返す．

## 使用例
タブをコラム7と12と，その後は 5 スペースごとに設定する。
```
Command: TS 7 12 -r　　　
```